# Lola Lemire Tostevin
Lola Lemire Tostevin, née le 15 juin 1937 à Timmins est une poète, romancière, essayiste, traductrice, professeure et critique littéraire franco-ontarienne.

## Biographie
Lola Lemire Tostevin a partagé son enfance entre Timmins et Sturgeon Falls. Elle a vécu dans le Nord de l’Ontario, à Montréal, à Edmonton, à Fort McMurray, à Paris et à Toronto. Elle a fait des études en littérature comparée à l’Université de l'Alberta ainsi qu'à Paris. Elle fut ensuite professeure à l’Université York pendant sept ans au cours des années 1980 et 1990. 
En 1992, elle écrit Le baiser de Juan-les-Pins. Ce récit est une nouvelle transgressive qui se donne pour but de transposer en mots le tableau de Pablo Picasso intitulé Le baiser de Juan-les-Pins, en déplaçant l'action de Juan-les-Pins à Levallois dans la banlieue parisienne.
Lola analysa les rapports qui existent entre le langage et la subjectivité féminine, entre les langues et les cultures, entre le monde de l’enfance et le monde de l’adulte. En tant que franco-ontarienne, elle étudia le phénomène entre la résistance et l’assimilation, notamment de la part de la minorité francophone de l'Ontario. Écrivaine bilingue mais de langue maternelle française, elle examine la condition aliénante de l’écriture dans une langue seconde, notamment dans ses recueils de poésies, Color of Her Speech (1982) et Double Standards (1985).
Le roman Frog Moon, écrit en anglais par Lola Lemire Tostevin, et traduit en français par l’auteur franco-ontarien Robert Dickson sous le nom de Kaki, raconte l'histoire d'une jeune Franco-Ontarienne s'assimilant à l'anglais. Ce thème narré en anglais décrit une réalité sociolinguistique et culturelle centrale et sensible chez les Franco-Ontariens. La traduction française de cette œuvre, réalisée par Robert Dickson, fait partie de la littérature franco-ontarienne. 
Traductrice bilingue, elle traduit en anglais ou en français plusieurs ouvrages d’auteurs canadiens, notamment Nicole Brossard, Anne Hébert, Margaret Atwood et Michael Ondaatje. Elle publie, en parallèle, de nombreuses critiques littéraires.
Militante féministe, elle analyse à travers ses œuvres la condition féminine, notamment dans The Other Sister, et, dans Singed Wings, la destinée de la femme mûre et âgée.